# Rosalia Gwis Adami
Rosalia Gwis Adami (Edolo, 1º agosto 1880 – Milano, 6 febbraio 1930) è stata un'attivista, scrittrice e traduttrice italiana.

## Biografia
Di religione protestante e di sentimenti politici ispirati all'istruzione dei giovani e al progresso sociale, Rosalia Gwis Adami collaborò con riviste indirizzate a un pubblico femminile e, a inizio secolo, a La Vita internazionale, il quindicinale fondato e diretto da Ernesto Teodoro Moneta, organo dell'Unione lombarda per la pace e l'arbitrato internazionale, che era la sezione italiana della londinese International Arbitration and Peace Society. 
Analogamente, Gwis Adami fondò nel 1909 a Milano la Società delle giovinette italiane per la pace, sul modello dell'École de la Paix fondato quattro anni prima a Parigi da Horace Thivet. La Società delle giovinette fu la prima associazione femminile pacifista italiana 
Nel 1910 partecipò al XVIII Congresso universale della pace, tenuto a Stoccolma, proponendo il progetto di una «Giovine Europa», una federazione di Stati europei da estendere a tutti gli Stati del mondo, quale garanzia di promozione e di mantenimento della pace nelle relazioni internazionali. Gwis Adami rappresentò ancora l'Italia nei due successivi congressi per la pace universale tenuti a Ginevra nel 1912 e a Bruxelles nel 1914. 
Il pacifismo della Gwis Adami, come quello di Ernesto Teodoro Moneta, si univa a un forte sentimento patriottico che prevedeva sia il concetto di "guerra giusta" sia le guerre di conquista coloniale utili a esportare la "civiltà", come avvenne nel 1911 con il suo dichiarato appoggio alla conquista italiana della Libia e soprattutto alla dichiarazione di guerra del maggio 1915. 
Tali iniziative provocarono la fine di ogni collaborazione internazionale e la stessa dissoluzione della Società delle giovinette italiane per la pace. Rosalia Gwis Adami si avvicinò al socialismo riformista, ma l'avvento del fascismo pose fine a ogni impegno politico e sociale della Gwis Adami che, già autrice di due romanzi d'impegno sociale, Coscienze, pubblicato nel 1905, e La Vergine ardente, nel 1914, si dedicò a traduzioni dall'inglese e dallo spagnolo, fino alla morte avvenuta nel 1930.

## Opere
- Coscienze, Milano, Libreria editrice lombarda, 1905
- Oltre il nido. Problemi e atteggiamenti di vita femminile contemporanea, Milano, A. De Mohr e C., 1908
- La società delle giovinette italiane per la Pace nel suo primo triennio, Milano, 1912
- Giovine Europa. Pace con giustizia, Milano, 1913
- La Vergine ardente, Milano, Fratelli Treves, 1914
- Nella mischia. Risposta di una donna a Romain Rolland, Roma, Ausonia, 1918

## Traduzioni
- Vicente Blasco Ibáñez, La baracca, Milano, Bietti, [s. d.]
- Jack London, L'avventura, Milano, Bietti, 1929
- Vicente Blasco Ibáñez, Sónnica la cortigiana, Milano, Bietti, 1930
- Vicente Blasco Ibáñez, Fior di Maggio, Milano, Bietti, 1931